# Assassinio indiretto
Assassinio indiretto (titolo originale Method Three for Murder), pubblicato in Italia anche con il titolo Archie Goodwin e il metodo numero tre è la trentunesima novella gialla di Rex Stout con Nero Wolfe protagonista.

## Storia editoriale
Il racconto fu pubblicato per la prima volta sulla rivista The Saturday Evening Post in tre puntate (30 gennaio - 13 febbraio 1960) e in formato libro nella raccolta Three at Wolfe's Door nel 1960.

## Trama
Mira Holt, una bella ragazza che lavora come modella, vuole ottenere il divorzio da suo marito Waldo Kearns, dal quale vive separata. Il marito però non vuole dare il suo consenso, e rifiuta anche solo di rivolgerle la parola. Mira ricorre ad uno stratagemma: si fa prestare il taxi di proprietà della sua amica Judith e si reca, travestita da tassista, a prendere suo marito. Quando quest'ultimo non compare, Mira si allontana per qualche minuto; al suo ritorno, scopre un cadavere nel proprio taxi. Terrorizzata, guida la vettura fino alla casa di arenaria per chiedere aiuto a Nero Wolfe. Qui incontra Archie sugli scalini, per scoprire che si è appena licenziato dal suo lavoro per Wolfe.

### Personaggi principali
- Nero Wolfe: investigatore privato
- Archie Goodwin: assistente di Nero Wolfe e narratore di tutte le storie
- Fritz Brenner: cuoco e maggiordomo
- Nathaniel Parker: avvocato
- Lon Cohen: giornalista
- Mira Holt: figurinista
- Waldo Kearns: pittore, marito di Mira
- Judith Bram: tassista
- Phoebe Arden: amante di Waldo
- Gilbert Irving: amico di Mira
- Signora Irving: moglie di Gilbert
- Carl Prosch: pittore
- Cramer: ispettore della Squadra Omicidi
- Purley Stebbins: sergente della Squadra Omicidi

## Critica
"Entro le prime poche pagine Archie si è licenziato dall'impiego con Wolfe, si è trovato una cliente pagante e attira Wolfe nel caso come consulente. La trama ruota intorno ai numerosi intrighi e tradimenti nell'ambito di un gruppo di amici e conoscenti. Questo lavoro solido e con una buona trama è per certi aspetti evocativo del tipo di storie di Freeman Wills Crofts nelle quali la conoscenza dettagliata dei movimenti dei sospetti durante un certo periodo di tempo è la chiave della soluzione. I personaggi sono credibili, anche se alcuni dei loro comportamenti non lo sono. Wolfe fa un buon lavoro nel pensare, dedurre e indagare. Il movente per l'omicidio è un po' tirato per i capelli. Il sergente Purley Stebbins, che di solito è presente nelle storie per fare il lavoro più pesante per l'Ispettore Cramer, dimostra una certa iniziativa durante il risolutivo riassunto di Wolfe nel suo ufficio."
"Method Three for Murder mostra l'abilità di Stout di raccontare una storia al rovescio. Ogni sezione rivela sempre maggiori elementi riguardo la situazione nascosta del mistero, sui personaggi e sulle loro relazioni. Fin dall'inizio viene impostato un ritmo costante di rivelazioni, che continua per tutto il racconto. Sotto questo aspetto richiama Die Like a Dog, come pure nella sua ambientazione nel Greenwich Village. [...] L'enigma ricorda, in termini generali, Too Many Detectives: entrambi riguardano l'accesso alla conoscenza. Stout tira fuori un intelligente meccanismo dell'engima nella soluzione. [...] La principale debolezza della storia è che la trama delittuosa è poco motivata: qualcosa che Wolfe riconosce, cercando di girarci intorno. [...] Method Three for Murder ha un certo numero di sottotrame che non sono misteri, ma che arricchiscono la storia: la caratterizzazione è ricca, e c'è uno sguardo molto soddisfacente sulla relazione Archie-Wolfe, che viene giocata come una storia separata, con un inizio, una sezione di mezzo e una fine, lungo tutto il racconto."

## Edizioni
- Rex Stout, Nero Wolfe in colpo di genio, traduzione di Laura Grimaldi, collana I romanzi brevi di Rex Stout (n. 11), Arnoldo Mondadori Editore, 1983,  p. 285.
- Rex Stout, Archie Goodwin e il metodo numero tre, traduzione di Hilia Brinis, Ellery Queen presenta Estate Gialla 1978, Arnoldo Mondadori Editore, 1978,  p. 335.